# Chevigny-Saint-Sauveur
Chevigny-Saint-Sauveur is een gemeente in het Franse departement Côte-d'Or (regio Bourgogne-Franche-Comté). De gemeente telde 10.895 inwoners op 1 januari 2022. De plaats maakt deel uit van het arrondissement Dijon.

## Geschiedenis
De plaats werd voor het eerst vermeld in 878 maar heeft waarschijnlijk een oudere, Gallo-Romeinse oorsprong. De toevoeging Saint-Sauveur, naar de naam van de parochiekerk, gebeurde maar in de loop van de 18e eeuw om de gemeente te onderscheiden van andere met dezelfde naam. Van een klein landbouwdorp ontwikkelde de gemeente zich vanaf de jaren 1960 tot een voorstad van Dijon. Dit ging gepaard met verstedelijking en een sterke bevolkingsgroei.

## Geografie
De oppervlakte van Chevigny-Saint-Sauveur bedroeg op 1 januari 2022 12,11 vierkante kilometer; de bevolkingsdichtheid was toen 899,7 inwoners per km².
De onderstaande kaart toont de ligging van Chevigny-Saint-Sauveur met de belangrijkste infrastructuur en aangrenzende gemeenten.

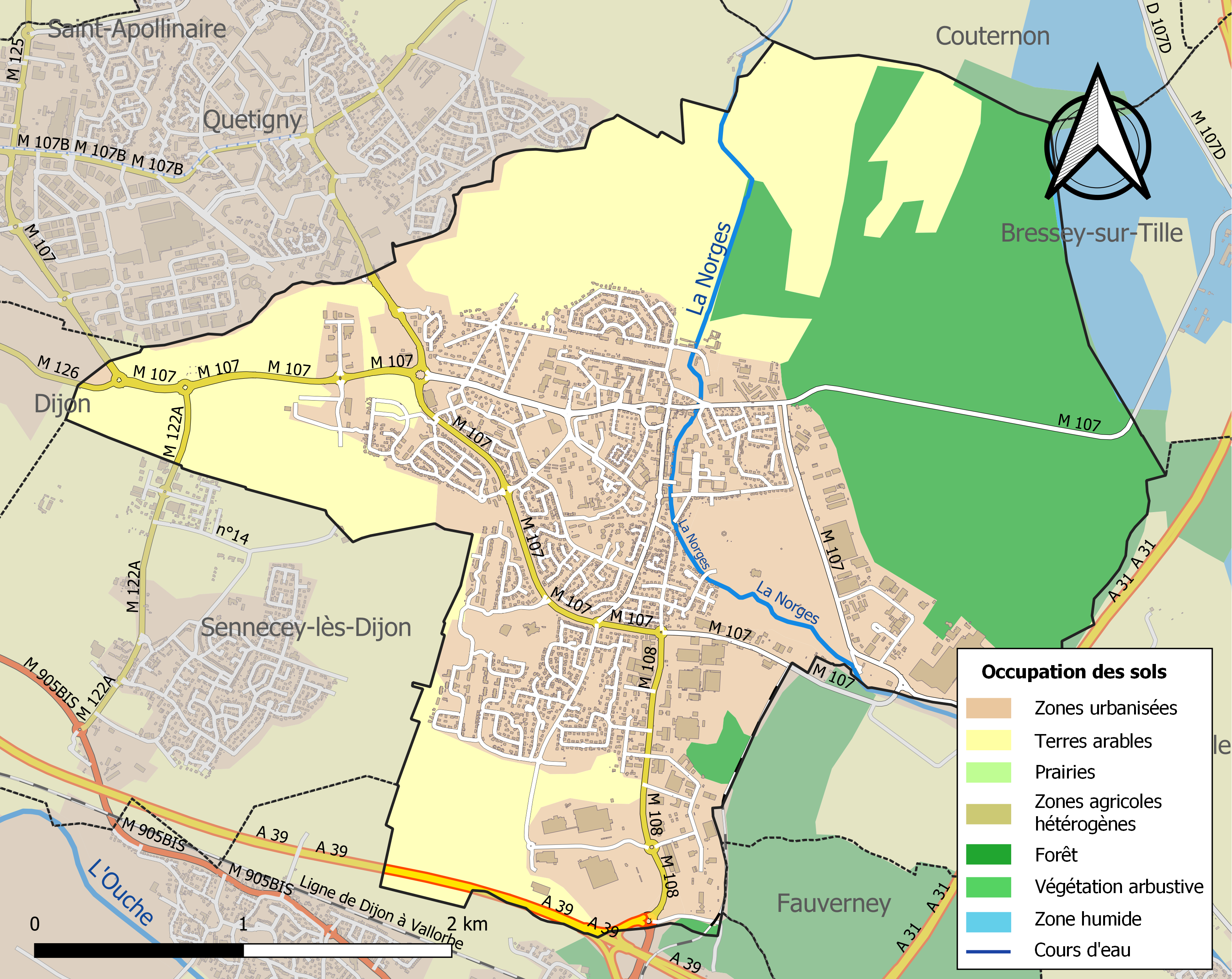

## Demografie
Onderstaande figuur toont het verloop van het inwonertal (bron: INSEE-tellingen).